# プレミアホテル門司港

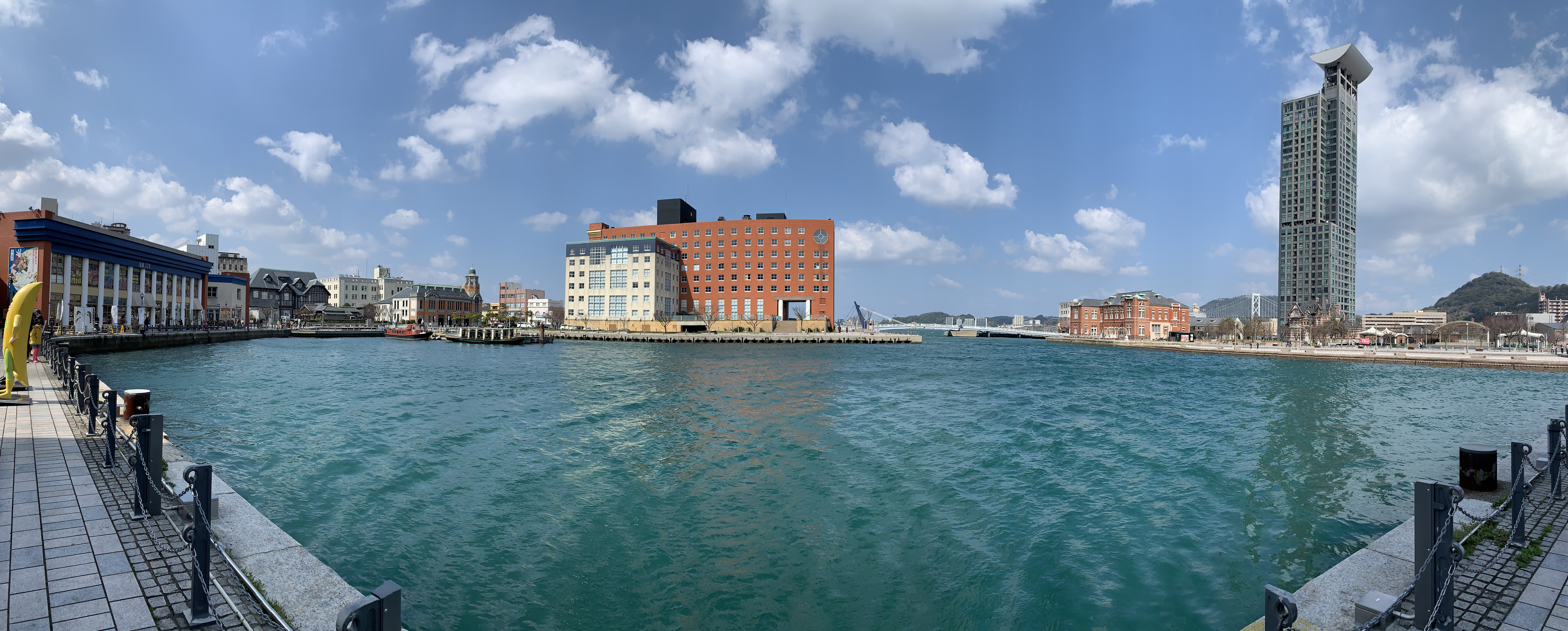
ホテル周辺のパノラマ画像（2020年3月）

プレミアホテル門司港（プレミアホテルもじこう）、旧称：門司港ホテル（もじこうホテル）は、福岡県北九州市門司区港町にあるホテル及びオフィスビル。2016年現在はプレミアホテルグループに属する。

## 概要
門司港レトロ地区の観光の拠点として整備された。イタリアの建築家アルド・ロッシの遺作である。設計のテーマは門および鮫。インテリアデザインは内田繁。港湾・船舶関連企業が入居するオフィス（門司港レトロスクエアセンタービル）が併設されている。
開業当初より2013年9月までは運営をジャスマックに委託していたが、契約切れのため撤退。その後燦キャピタルマネージメントと交渉を行っていたが不調に終わり、一時は門司港開発による自主運営となっていた。2015年1月にケン・コーポレーションがホテルを買収し、2016年10月に「プレミアホテル門司港」にリブランドした、現在に至っている。
リブランド後、外国人観光客の増加などにより平日でも満室の状態が続くようになったため、2017年10月からオフィス部分の改装に着手、2018年2月に新客室28室がオープンし総客室数は162室となった。
2023年4月には新客室以外の134室のリニューアル工事が実施された。

### 主な施設
- 総客室数162室
- レストラン：メインダイニング「ポルトーネ」（イタリアン）、ステーキハウス「レッドアンドブラック」、クラブラウンジ「テンポ」
- イベントホール「スパーツィオ」
- バンケットホール「ジョイア」
- ウエディングチャペル

## 周辺施設
- 門司港桟橋 - 関門汽船（唐戸、巌流島）
- 北九州市旧大阪商船
- 北九州市旧門司税関
- 北九州市旧門司三井倶楽部
- ブルーウイングもじ
- 昭和レトロ館
- 海峡プラザ

## 交通
- JR九州 門司港駅から徒歩1分。
- 関門汽船 門司港桟橋から徒歩2分。
- 関門橋 門司港ICから車で約5分。
- 九州自動車道 門司ICより車で約7分。
- 北九州高速 春日ランプより車で約5分。

## ギャラリー
- 俯瞰（2014年7月撮影）
- 門司港レトロ海峡プラザより見る（2003年10月撮影）
- 門司港駅前より見る（2003年10月撮影）
- ホテル正面（2010年8月撮影）
- ホテルの夜景（2020年3月撮影）